# 남포타워
남포타워(영어: Nampo Tower)는 조선민주주의인민공화국 남포시에 위치한 마천루이다.

## 같이 보기
- 조선민주주의인민공화국의 마천루 목록